# Scinax blairi
Scinax blairi är en groddjursart som först beskrevs av Martin J. Fouquette, Jr. och William F. Pyburn 1972.  Scinax blairi ingår i släktet Scinax och familjen lövgrodor. IUCN kategoriserar arten globalt som livskraftig. Inga underarter finns listade i Catalogue of Life.